# Funzione di spesa
La funzione di spesa in microeconomia è definibile come quella funzione che, dati i prezzi dei beni ({\displaystyle \ p_{1},\ldots ,p_{n}}), associa ad ogni dato livello di utilità ({\displaystyle \ {\bar {U}}}) del consumatore l'esborso minimo necessario per il suo soddisfacimento.
Formalmente si ha:
{\displaystyle E(p_{1},\ldots ,p_{n},U)=\min _{c_{1},\ldots ,c_{n}}\{\sum _{i=1}^{n}p_{i}c_{i}\mid \ U(c_{1},\ldots ,c_{n})\geq {\bar {U}}\}}
dove ci è il consumo del bene i e U(.) è la funzione di utilità continua.
La funzione di spesa è dunque la funzione valore del problema di minimizzazione della spesa, problema di minimizzazione vincolata che rappresenta il problema duale di quello di massimizzazione dell'utilità dato il vincolo costituito dalle risorse disponibili, la cui funzione valore è la funzione di utilità indiretta.

## Proprietà della funzione di spesa
Data una funzione di utilità continua che rappresenta un sistema di preferenze localmente non soddisfatte, la funzione di spesa è:
1. non decrescente rispetto ai prezzi: {\displaystyle \ \mathbf {p} _{1}\geq \mathbf {p} _{2}\Rightarrow E(\mathbf {p} _{1},U)\geq E(\mathbf {p} _{2},U)};
2. strettamente crescente rispetto all'utilità: {\displaystyle \ {\bar {U}}_{1}>{\bar {U}}_{2}\Rightarrow E(\mathbf {p} ,{\bar {U}}_{1})>E(\mathbf {p} ,{\bar {U}}_{2})};
3. omogenea di primo grado rispetto ai prezzi: {\displaystyle \ \forall \lambda \in \mathbb {R} _{+}} si ha  {\displaystyle \ E(\lambda \mathbf {p} ,U)=\lambda \ E(\mathbf {p} ,U)};
4. concava rispetto ai prezzi: {\displaystyle \ \forall 0\leq \theta \leq 1} si ha che {\displaystyle \ E(\theta \mathbf {p} _{1}+(1-\theta )\mathbf {p} _{2},U)\geq \theta E(\mathbf {p} _{1},U)+(1-\theta )E(\mathbf {p} _{2},U)};
5. continua rispetto ai prezzi e all'utilità.

La proprietà 4 deriva dal fatto che l'aumento della spesa che fa seguito ad un aumento del prezzo del bene i-esimo ({\displaystyle \ \Delta p_{i}}) non può mai essere maggiore di {\displaystyle \ c_{i}\Delta p_{i}}, dove {\displaystyle \ c_{i}} è la quantità del bene i-esimo consumata prima dell'aumento di prezzo. Maggiore è la sostituibilità tra beni, maggiore sarà la concavità della funzione di spesa rispetto ai prezzi, poiché il consumatore tenderà a sostituire il bene che è diventato relativamente più costoso con gli altri il cui prezzo è rimasto costante, con questo "sterilizzando" parte dell'aumento di prezzo. Al limite, in caso di perfetta complementarità tra i beni, si avrà una funzione di spesa lineare rispetto ai prezzi.